# Joseph Fry
Joseph Fry Jr. (* 4. August 1781 in Upper Saucon, Lehigh County, Pennsylvania; † 15. August 1860 in Allentown, Pennsylvania) war ein US-amerikanischer Politiker. Zwischen 1827 und 1831 vertrat er den Bundesstaat Pennsylvania im US-Repräsentantenhaus.

## Werdegang
Joseph Fry besuchte die öffentlichen Schulen seiner Heimat und arbeitete danach im Handel. Gleichzeitig schlug er eine politische Laufbahn ein. In den Jahren 1816 und 1817 saß er als Abgeordneter im  Repräsentantenhaus von Pennsylvania; von 1817 bis 1821 gehörte er dem Staatssenat an. Außerdem war er Oberst in der Staatsmiliz. In den 1820er Jahren schloss er sich der Bewegung um den späteren Präsidenten Andrew Jackson an und wurde Mitglied der von diesem 1828 gegründeten Demokratischen Partei.
Bei den Kongresswahlen des Jahres 1826 wurde Fry im siebten Wahlbezirk von Pennsylvania in das US-Repräsentantenhaus in Washington, D.C. gewählt, wo er am 4. März 1827 die Nachfolge von Jacob Krebs antrat. Nach einer Wiederwahl konnte er bis zum 3. März 1831 zwei Legislaturperioden im Kongress absolvieren. Seit dem Amtsantritt von Präsident Jackson im Jahr 1829 wurde innerhalb und außerhalb des Kongresses heftig über dessen Politik diskutiert. Dabei ging es um die umstrittene Durchsetzung des Indian Removal Act, den Konflikt mit dem Staat South Carolina, der in der Nullifikationskrise gipfelte, und die Bankenpolitik des Präsidenten.
1830 verzichtete Joseph Fry auf eine weitere Kandidatur. Nach dem Ende seiner Zeit im US-Repräsentantenhaus nahm er seine früheren Tätigkeiten im Handel wieder auf. In den Jahren 1837 und 1838 war er Delegierter zum Verfassungskonvent seines Heimatstaates. Er starb am 15. August 1860 in Allentown, wo er auch beigesetzt wurde.